# Alisowo-Pokrowskoje
Alisowo-Pokrowskoje (ros. Алисово-Покровское) – wieś (ros. село, trb. sieło) w zachodniej Rosji, w sielsowiecie sołdatskim rejonu fatieżskiego w obwodzie kurskim.

## Geografia
Miejscowość położona jest nad Nikowcem (prawy dopływ Rudy w dorzeczu Usoży), 13 km od centrum administracyjnego sielsowietu (Sołdatskoje), 11 km na południowy zachód od centrum administracyjnego rejonu (Fatież), 40 km na północny zachód od Kurska, 11 km od drogi magistralnej (federalnego znaczenia) M2 «Krym» (część trasy europejskiej E105).
We wsi znajdują się 32 posesje.
Klimat
Miejscowość, jak i cały rejon, znajduje się w strefie klimatu kontynentalnego z łagodnym ciepłym latem i równomiernie rozłożonymi opadami rocznymi (Dfb w klasyfikacji klimatów Köppena).

## Demografia
W 2010 r. wieś zamieszkiwały 83 osoby.